# Línea 50 de TMB
La línea 50 fue una línea regular de autobús urbano de la ciudad de Barcelona subtstituida por la nueva D50 estaba gestionada por la empresa TMB. Hacia su recorrido entre Collblanc y Trinitat Nova, con una frecuencia en hora punta de 12-13min. 
En septiembre de 2012 se modificó su recorrido: el final que tenía en Montjuic se substituyó por el de Collblanc. Este cambio se debió a la entrada en servicio de la Red Ortogonal de Autobuses de Barcelona y, el tramo entre Pl. España y Collblanc que lo realizaban las líneas 57 y 157 (actual línea V7), pasó a recorrerlo la línea 50.

## Horarios

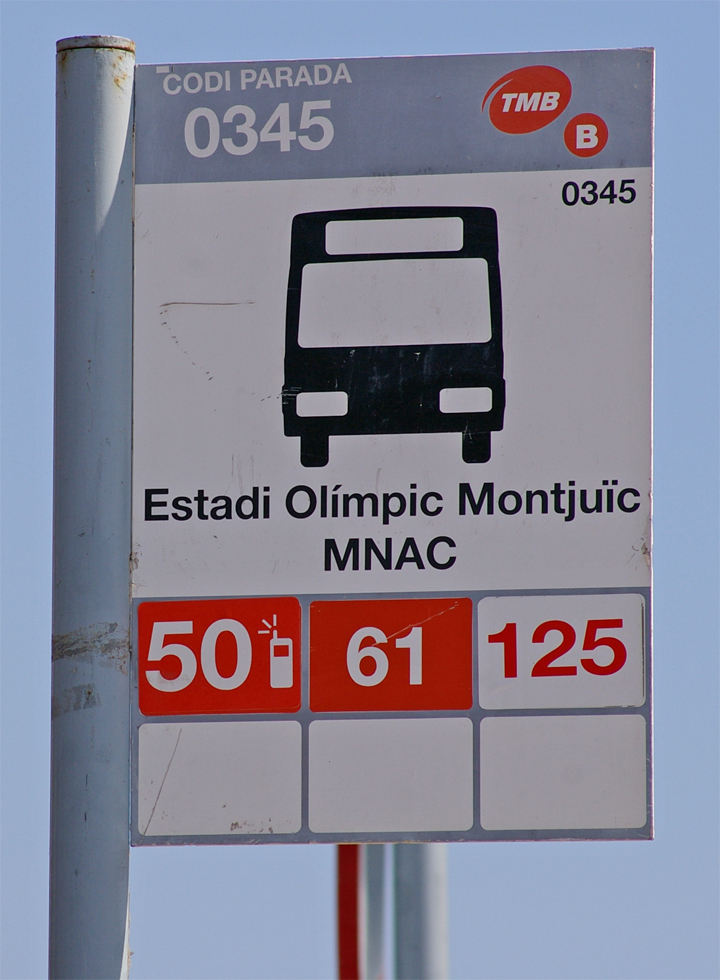
Antigua parada en el Parque de Montjuic.

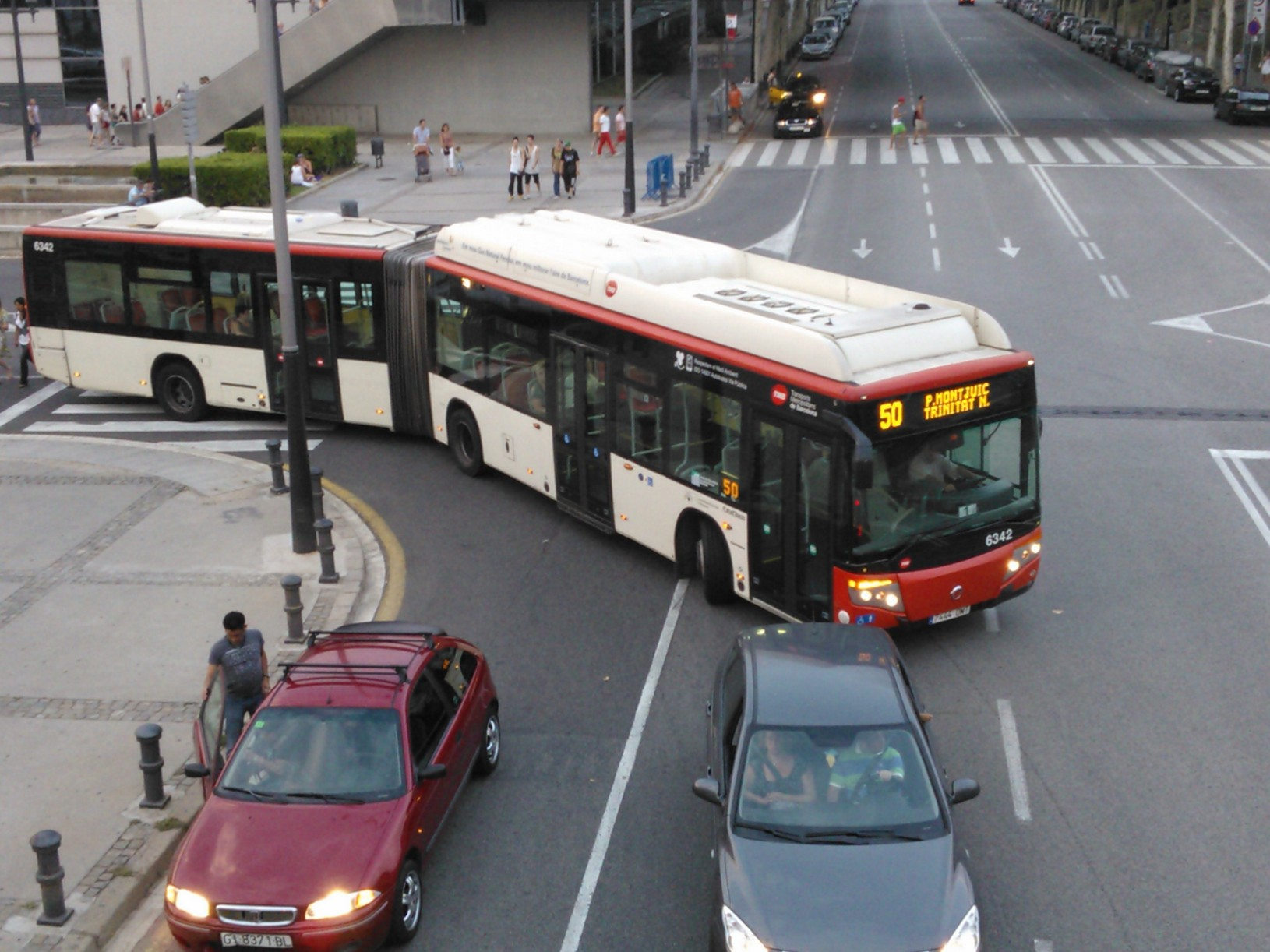
Autobús de la línea 50 en la Av. María Cristina. Actualmente no circula por esa avenida.

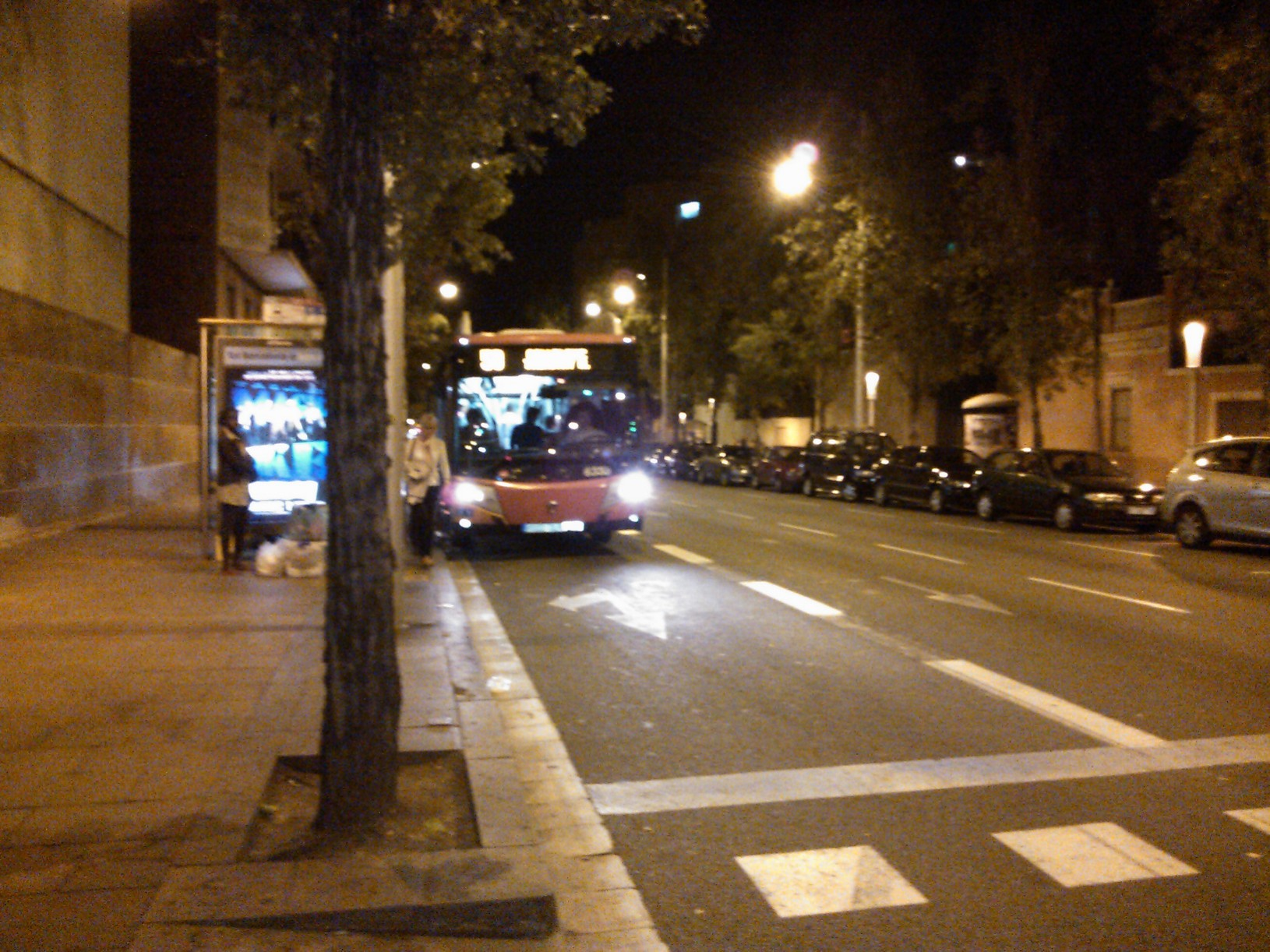
Autobús de la línea 50 en Arnau d'Oms con La Jota.

| 50         | Primer servicio A: Trinitat Nova | Primer servicio A: Collblanc | Último servicio A: Trinitat Nova | Último servicio A: Collblanc |
| Laborables | 05:45                            | 05:40                        | 22:45                            | 22:00                        |
| Sábados    | 05:45                            | 06:00                        | 22:45                            | 22:00                        |
| Festivos   | 05:45                            | 06:00                        | 22:45                            | 22:00                        |

## Otros datos
| Prestación                   | Disponibilidad en la línea |
| ---------------------------- | -------------------------- |
| Adaptada a                   | Sí                         |
| TMB iBus (tiempo de espera ) | Sí                         |
| Pantallas informativas       | Sí                         |
| Línea de tránsito rápido     | No                         |
| Circula en días festivos     | Sí                         |